# 小行星5551
小行星5551（5551 Glikson）是一颗绕太阳运转的小行星，为主小行星带小行星。该小行星于1982年1月24日发现。

## 轨道参数
小行星5551的轨道半长轴为2.3171626 UA，离心率为0.195。